# 다리엔 지협

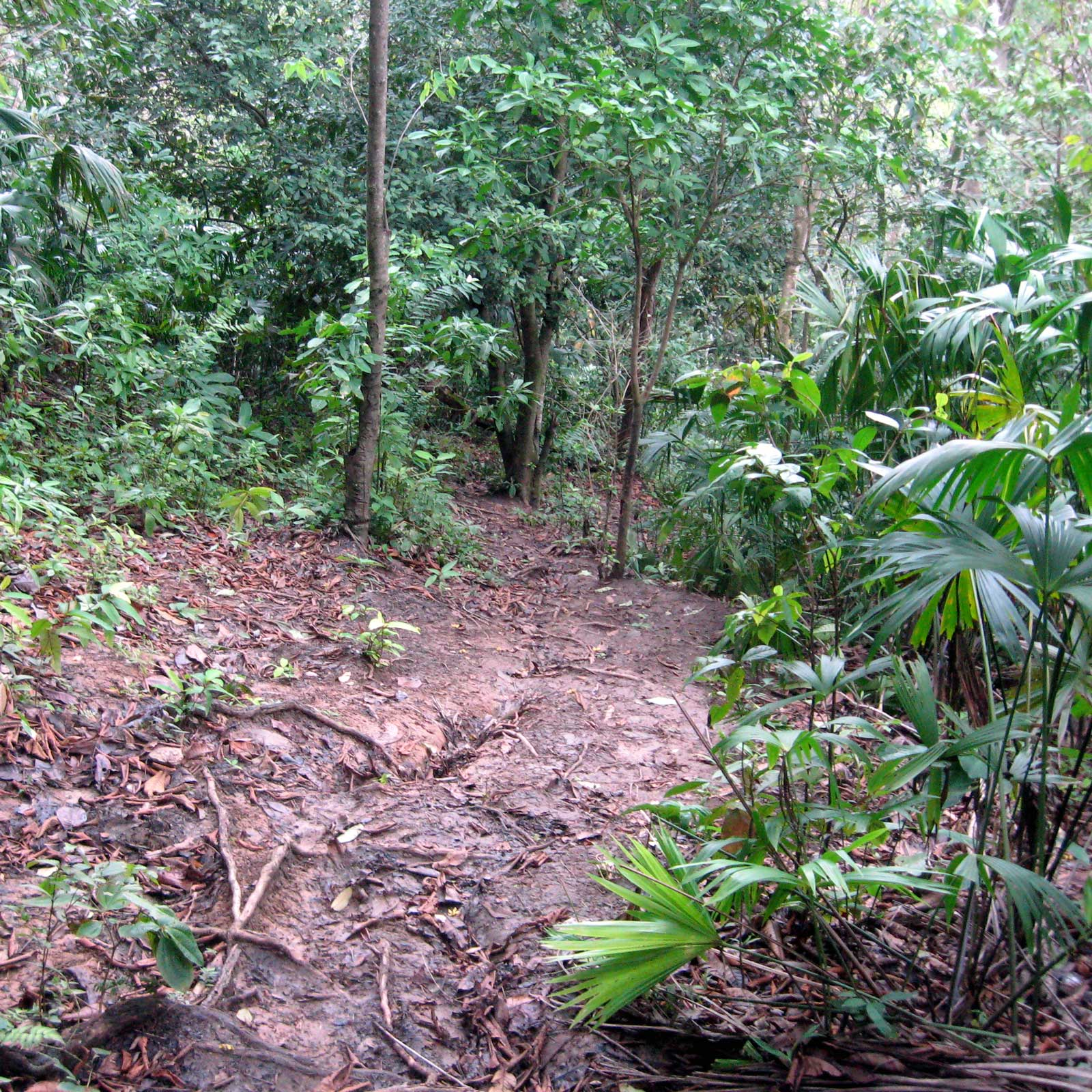
다리엔 지협의 "길"

다리엔 지협(스페인어: Tapón del Darién, 영어: Darién Gap)은 파나마와 콜롬비아 사이를 분리시키는 지협이다. 이곳에는 늪지대와 열대우림등이 있다. 길이는 160km, 폭은 50km이다. 이곳에는 좋은 도로가 없으며 팬아메리칸 하이웨이의 단절 구간으로, 아메리카를 자동차로만 오가지 못하고 있다.
파나마 지역은 다리엔 국립공원으로, 콜롬비아 지역은 로스 카티오스 국립공원으로 보호되고 있다. 이곳에 도로를 개설하는 문제는 늪지대와 열대 우림이 파괴될 뿐 아니라, 구제역이 대륙을 건너 확산될 수 있는 환경 문제가 있다. 이 지역에서 콜롬비아 무장혁명군이 활동하여 치안이 불안한 점도 있다.